# Jan Swafford
Jan Swafford, de son nom complet Jan Johnson Swafford, né le 10 septembre 1946 à Chattanooga (Tennessee), est un compositeur et musicologue américain, qui enseigne la composition  au Conservatoire de Boston (The Boston Conservatory) et l'écriture musicale à l'Université Tufts, où il est « Lecturer in English », avec expertise en composition musicale.

## Biographie
Jan Swafford a obtenu son baccalauréat ès arts à l'Université Harvard, puis son mastère de musique et son doctorat d'arts musicaux à l'École de musique de Yale, au sein de l'Université Yale. Il a notamment eu pour professeurs les compositeurs Jacob Druckman et Earl Kim, à l'Université Yale, et Betsy Jolas, à Tanglewood.
Avant de pouvoir se consacrer exclusivement à la composition musicale et à son enseignement, il a exercé divers métiers, comme employé de bureau, instituteur, journaliste, compositeur de jingles et historien militaire.
Il est l'auteur de deux biographies musicales l'une consacrée à Charles Ives Charles Ives: A Life with Music — qui fut retenue pour le National Book Critics Award de biographie, et est par ailleurs membre dirigeant de la Charles Ives Society — et l'autre sur Johannes Brahms, ainsi que d'un Vintage Guide to Classical Music, et est auteur de chroniques musicales sur les ondes du réseau radiophonique NPR et dans les colonnes du magazine Slate,.
Les compositions de Jan Swafford, très lyriques et alliant librement tonalité et atonalité, ont été qualifiées de « néo-romantiques » dans leur style. Sa musique est également très influencée par les musiques du monde, notamment la musique indienne et la musique balinaise, ainsi que par le jazz et le blues. Les titres de ses œuvres révèlent une inspiration constante provenant de la nature et du paysage. Le compositeur voit son propre travail comme une sorte de classicisme : un souci de clarté, de franchise et d'expression, ou comme il le dit lui-même, « une musique qui semble familière bien qu'elle soit nouvelle », et « des œuvres qui sonnent comme elles sont écrites ».
Parmi ses œuvres orchestrales les plus notables, peuvent être citées Landscape With Traveler (1979-80), After Spring Rain (1981-82) et From the Shadow of the Mountain (2001), le quintette pour piano Midsummer Variations (1985), le quatuor pour piano quartet They Who Hunger (1989), et le trio pour piano They That Mourn, composé en 2002, en hommage aux victimes des attentats du 11 septembre 2001 et à leurs proches. Ses compositions musicales ont remporté divers prix et bourses, dont une bourse de composition, accordée en 1990 par le National Endowment for the Arts, pour soutenir la composition d'un trio pour piano et d'un opéra pour orchestre de chambre, ainsi que deux bourses accordées par la Fondation des artistes du Massachusetts (Massachusetts Artists Foundation), ou encore une bourse accordée par le Centre de musique de Tanglewood (en).
Jan Swafford est chargé de cours à l'Université Tufts. Il travaille actuellement sur une pièce pour solo de violoncelle, ainsi que sur une biographie de Beethoven, dont la publication future est annoncée chez l'éditeur Houghton Mifflin Harcourt.

## Œuvres musicales
- 1975 : Passage
- 1976 : Peel
- 1980 : Landscape With Traveler
- 1982 : Shore Lines
- 1983 : Labyrinths
- 1983 : Music Like Steel Like Fire
- 1984 : In Time of Fear
- 1985 : Midsummer Variations
- 1988 : Chamber Sinfonietta
- 1989 : They Who Hunger
- 1991 : Requiem in Winter
- 1993 : Iphigenia Choruses

## Discographie
- 1992 : The Scott Chamber Players (Beverly Scott, alto ; Sylvia Patterson-Scott, piano ; Lisa Scott, violon ; Perry SCott, violoncelle ; Gregory Scott Dugan, contrebasse) — New World Records, NWCRI633, février 2007, ASIN: B002LEBYCG[11]. — Interprétations :
  - Jan Swafford : Midsummer Variations, for piano quintet (1985, 15:40) + They Who Hunger, for piano quartet (1989, 21:13) ;
  - Glen Gass : String Trio (1983, 3 mouvements, 15:09) + Piano Quartet (1987, 4 mouvements, 15:09)

## Œuvres écrites
- (en) The Vintage Guide to Classical Music, éditions Vintage Books, New York, 1992, xxi + 597 p.,  (ISBN 0679728058), (LCCN 91050217)
- (en) Charles Ives : a Life With Music, éditions W.W. Norton, New York, 1996, xv + 525 p.,  (ISBN 0393038939), (LCCN 95022549)
- (en) Johannes Brahms : a Biography, éditions Alfred A. Knopf, New York, 1997, xxii + 699 p.,  (ISBN 0679422617), (LCCN 97029308)
- (en) They Who Hunger : for piano and strings (partitions), auto-édité, 2007, 64 p., [pas d'ISBN], (LCCN 2007563853)